# محوطه گل و گیران
محوطه گل و گیران مربوط به پیش از اسلام - دوران‌های تاریخی پس از اسلام است و در شهرستان املش، بخش رانکوه، روستای شیرچاک واقع شده و این اثر در تاریخ ۲ بهمن ۱۳۸۲ با شمارهٔ ثبت ۱۰۷۳۳ به‌عنوان یکی از آثار ملی ایران به ثبت رسیده است.